# Neue Synagoge (Weinheim)

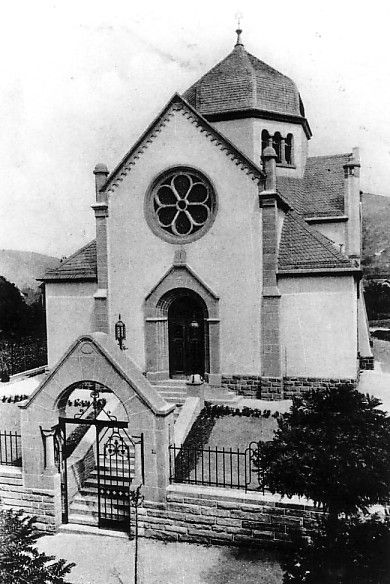
Neue Synagoge in Weinheim

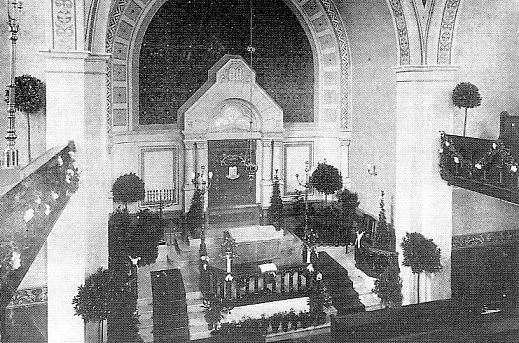
Der Innenraum mit Toraschrein, Parochet, Bima und Ner Tamid

Die Neue Synagoge in Weinheim, einer Stadt im Rhein-Neckar-Kreis im Nordwesten Baden-Württembergs, wurde 1905/06 in der Bürgermeister-Ehret-Straße 5 (heute: Ehretstraße 5) nach Plänen des Frankfurter Architekten Max Seckbach erbaut.

## Geschichte
Die Finanzierung war durch eine Spende des Lederfabrikanten Sigmund Hirsch ermöglicht worden. Der Bau wurde am 2. August 1906 unter dem Vorsitzenden der Jüdischen Gemeinde Weinheim Moritz Pfälzer eingeweiht. 
Beim Novemberpogrom 1938 wurde die Synagoge am Vormittag des 10. November 1938 durch eine Sprengung weitgehend zerstört. Zuvor hatten SA-Männer die Inneneinrichtung mit Äxten und Pickeln verwüstet. Im April 1939 wurde die jüdische Gemeinde aufgefordert, die Synagogenruine abbrechen zu lassen. Das Grundstück wurde nach 1945 mit einem Wohnhaus bebaut.

## Gedenken
Eine Gedenktafel an einem Nachbarhaus erinnert an die Synagoge. Sie wurde 1967 am Gebäude des Grundbuchamts, Bürgermeister-Ehret-Straße 14, angebracht und 1988 an das Gebäude der Volkshochschule versetzt, da die Eigentümer des Hauses Bürgermeister-Ehret-Straße 5 die Anbringung der Gedenktafel an ihrem Haus nicht gestatteten.